# Andrew Peterson
Andrew Peterson é um cantautor norte-americano de música cristã contemporânea e autor.

## Biografia
Filho de um pastor, a família de Andrew mudou-se para junto dos seus parentes nativos da Flórida quando ele tinha sete anos de idade. Após viver alguns anos fora de Jacksonville, a sua família fixou residência em Lake Butler, Flórida. Apesar de Andrew recordar-se dos tempos passados na Flórida, recorda-se igualmente da realidade de KKK e dos tiroteios.
Quando era adolescente, Andrew fingia que tocava piano dizendo que "fazia parte do esquema para conquistar as raparigas". Mais tarde teve lições de piano, contudo as lições apenas serviram apenas para reduzir a prática que tinha no coro.
Foi depois de ter deixado o piano, que Andrew descobriu o seu amor pelo instrumento. Durante o oitavo ou nono ano de escolaridade, Andrew abandonou o piano e dedicou-se à guitarra.
Andrew continuou a tocar música durante o ensino secundário. Terminada a escola, juntou-se a uma companhia que fazia espetáculos, chamada World Showcase e começou a tocar teclados e baixo, nos encontros de escolas no Minnesota e Wisconsin. Mais tarde a companhia entrou em falência e Andrew voltou para Lake Butler.

## Discografia
- Walk (1996)
- Carried Along (2000)
- Clear to Venus (2001)
- Love and Thunder (2003)
- Behold the Lamb of God (2004)
- The Far Country (2005)
- Appendix A: Bootlegs and B Sides (2005)
- Slugs & Bugs & Lullabies (2006)
- Appendix M: Media / Music / Movies (2007)
- Resurrection Letters, Volume Two (2008)
- Appendix C: Live with the Captains Courageous (2009)
- Behold the Lamb of God 10th Anniversary Edition (2009)
- Counting Stars (2010)
- Above These City Lights (live) (2011)
- Light of the Lost Boy (2012)

## Escrita
Em 2007, Andrew Peterson publicou The Ballad of Matthew's Begats juntamente com o ilustrador Cory Godbey. É um livro para crianças baseado numa canção de mesmo nome do concerto anual de Andrew Behold the Lamb of God: The True Tall Tale of the Coming of Christ.
Andrew escreveu uma séria de fantasia/aventura para jovens adultos chamada The Wingfeather Saga publicada pela Waterbrook Press, uma subsiduária da Random House. O primeiro romance On the Edge of the Dark Sea of Darkness, foi lançado a 18 de março de 2008.